# Risuonatore elicoidale

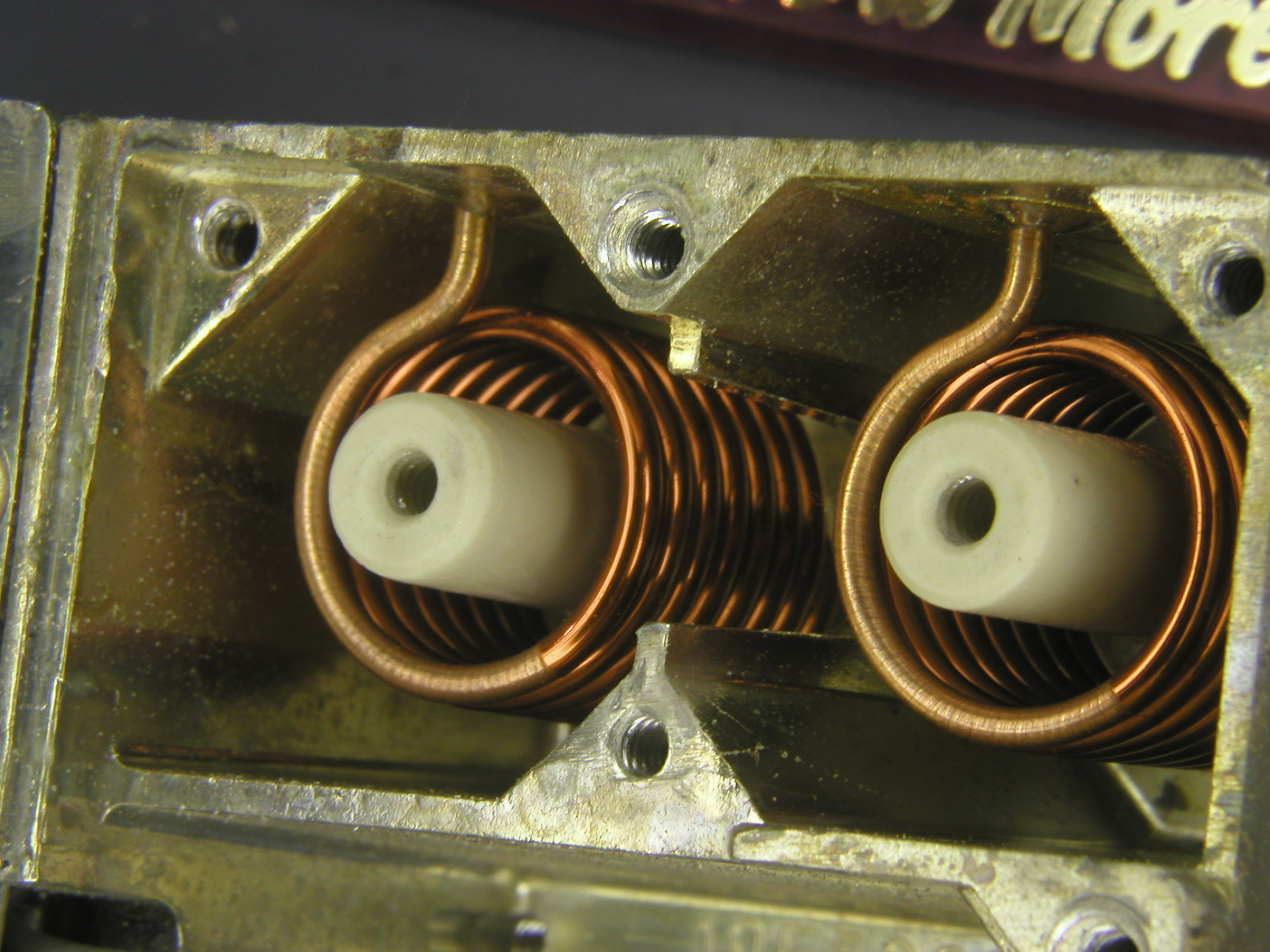
Un filtro a risuonatori elicoidali per l'inserimento dell'oscillatore locale di un ricevitore VHF. La vista è dal basso (estremità in corto) dei risuonatori. Le schede dell'oscillatore locale e dell'amplificatore RF sono attaccate alla parte inferiore del gruppo e hanno anelli che si accoppiano ai risuonatori formando rispettivamente le porte di ingresso e di uscita del filtro.

Un risuonatore elicoidale è un componente elettrico passivo che può essere usato come un filtro risonante.
Fisicamente, un risonatore elicoidale è un'elica metallica circondata da una schermatura conduttiva quadrata o cilindrica. Un'estremità dell'elica è connessa alla schermatura mentre l'altra è lasciata aperta. Il dispositivo lavora come un risuonatore coassiale, ma è molto più corto perché il conduttore interno elicoidale riduce la velocità di propagazione dell'onda.
Come le cavità risonanti, i risuonatori elicoidali possono ottenere fattori Q dell'ordine delle migliaia. Questo accade perché ad alte frequenze l'effetto pelle fa sì che la maggior parte della corrente fluisca sulla superficie dell'elica e della schermatura. Placcare le pareti della schermatura e dell'elica con materiali ad alta conduttività aumenta il Q oltre quello del rame nudo.
La lunghezza del filo è un quarto della lunghezza d'onda di interesse. L'elica è avvolta nello spazio, il distanziamento tra le spire è uguale al diametro del filo. Se l'estremità aperta dell'elica è vicina al cappuccio terminale della schermatura metallica, la lunghezza è leggermente ridotta a causa della capacità tra il conduttore e la schermatura.
L'accoppiamento al risonatore può essere ottenuto con un filo di derivazione saldato all'elica a una certa distanza dall'estremità cortocircuitata. L'impedenza d'ingresso varia con la distanza dall'estremità cortocircuitata mediante l'azione di un trasformatore di impedenza. Il punto di attacco viene scelto per ottenere un adattamento di impedenza con il circuito collegato.  L'accordatura del risonatore può essere ottenuta inserendo una vite nell'asse centrale dell'elica. Altri mezzi di accoppiamento di ingresso e uscita utilizzati sono un anello di filo che si accoppia al campo magnetico vicino all'estremità cortocircuitata oppure una sonda che si accoppia capacitivamente vicino all'estremità aperta. L'accoppiamento tra risonatori in un filtro multi-risonatore spesso è ottenuto semplicemente con aperture nella schermatura tra essi.
I risonatori elicoidali sono adatti alle frequenze UHF nell'intervallo tra 600 MHz e 1500 MHz.

## Equazioni di progettazione
{\displaystyle Q=35,9\cdot d\cdot {\sqrt {f}}}
{\displaystyle Z_{o}={\frac {136190}{d\cdot f}}}
{\displaystyle h=1,5\cdot d}
- Q - fattore di merito (adimensionale)
- {\displaystyle Z_{o}} - impedenza caratteristica del risonatore (Ohm)
- d - diametro medio dell'elica (cm)
- h - altezza dell'elica (cm)
- f - frequenza (MHz)